# Consonne post-alvéolo-vélaire
 (juillet 2025).
Motif : Concept indissociable de la fricative post-alvéolo-vélaire dans les sources identifiées.
- Archive Wikiwix
- Bing
- Cairn
- DuckDuckGo
- E. Universalis
- Gallica
- Google
- G. Books
- G. News
- G. Scholar
- Persée
- Qwant
- (zh) Baidu
- (ru) Yandex
- (wd) trouver des œuvres sur Wikidata

| 1. | Préciser le motif de la pose du bandeau. | Précisez le motif de la pose du bandeau en utilisant la syntaxe suivante : {{admissibilité à vérifier\|date=juillet 2025\|motif=remplacez ce texte par le motif}}                                  |
| 2. | Informer les utilisateurs concernés.     | Pensez à avertir le créateur de l'article, par exemple, en insérant le code ci-dessous sur sa page de discussion : {{subst:avertissement admissibilité à vérifier\|Consonne post-alvéolo-vélaire}} |

En phonétique articulatoire, une consonne post-alvéolo-vélaire (ou une post-alvéolo-vélaire par souci de brièveté) désigne une consonne possédant les deux lieux d'articulation suivants :
1. post-alvéolaire ;
2. vélaire.

## Post-alvéolo-vélaires de l'API
L'alphabet phonétique international recense une unique post-alvéolo-vélaire :
- fricative
  - [ɧ], Consonne fricative post-alvéolo-vélaire sourde

## Voir également
- lieu d'articulation